# Аветян, Григор Карапетович
Григо́рий Карпович Аветя́н (20 января 1870—15 мая 1946) — армянский советский актёр, народный артист Армянской ССР (1935).

## Биография
Сподвижник выдающихся армянских артистов О. Абеляна и Сирануйш.
Организовывал труппы, гастролировавшие по России (в Тифлисе, Баку и других городах Закавказья), Турции, Румынии.
Способствовал своим творчеством росту нациольнальной театральной культуры.
Игра его была отмечена непосредственностью, юмором, скупостью и точностью жестов, интонаций.
Создал ряд ярких комедийных и характерных образов.
Занимался режиссурой.
Перевёл на армянский язык ряд пьес, в т ч. «На дне» Горького.
Написал театральные мемуары «45 лет на армянской сцене».
- С 1888 — в труппах, гастролировавших по России.
- С 1923 — актёр 1-го Государственного театра Армении в Ереване (ныне театр имени Сундукяна).

## Роли в театре
- «Пэпо» Сундукяна — Гико
- «Из-за чести» Ширванзаде — Сагател
- «Намус» Ширванзаде — Циплицатур
- «Высокочтимые попрошайки» Пароняна — Манук-ага
- «На дне» М. Горького — Лука
- «Ревизор» Н. В. Гоголя — Бобчинский
- «Платон Кречет» Корнейчука — Бублик
- «Любовь Яровая» Тренёва — Горностаев

## Роли в кино
- 1926 — Шор и Шоршор — суеверный мельник
- 1935 — Пэпо
- 1938 — Зангезур

## Награды
- Заслуженный артист Армянской ССР (25.01.1927)[2].
- Народный артист Армянской ССР (1935).
- Орден Трудового Красного Знамени (24.11.1945).